# Ami Dolenz
Ami Dolenz, slovensko-ameriška televizijska in filmska igralka ter producentka, * 8. januar 1969, Burbank, Kalifornija, ZDA.
Njena starša sta ameriški glasbenik Micky Dolenz in angleška voditeljica Samantha Juste, stara starša po očetovi strani pa Janelle Johnson in George Dolenz, ki je bil Tržaški Slovenec, rojen v Trstu kot Jure Dolenc. Njena prva vidna vloga je bila v seriji General Hospital, za katero je bila dvakrat nominirala na mladega igralca ali igralko leta. Leta 1989 je igrala glavno ženko vlogo v filmu She's Out of Control ter leta 1990 v seriji Ferris Bueller, ki so jo prekinili po le trinajstih epizodah.